# بخش مرکزی شهرستان کلات
بخش مرکزی یکی از بخش‌های شهرستان کلات در استان خراسان رضوی ایران است.

## تقسیمات کشوری
- بخش مرکزی شهرستان کلات
  - دهستان کبودگنبد
  - دهستان چرم

شهر: کلات

## جمعیت
جمعیت بخش مرکزی شهرستان کلات براساس‌ سرشماری عمومی نفوس و مسکن در سال ۱۳۹۵ برابر با ۱۵،۷۴۵ نفر بوده‌است.